# Gaivota
As gaivotas são aves marinhas da família dos Larídeos e sub-ordem Lari. A maior parte das gaivotas pertence ao grande género Larus. São próximas das gaivinas e estão mais distantes das limícolas, airos e rabos-de-palha.

## Nomes comuns
Além de «gaivota», dá ainda pelos seguintes nomes comuns: falcoeira e galfoeira.

### Etimologia
O nome «gaivota» provém do étimo latino gavia com sufixação em -ota, para conferir sentido de diminutivo.
O nome «galfoeira» resulta de corruptela de «falcoeira»; ao passo que «falcoeira» deriva de «falcão».

## Características

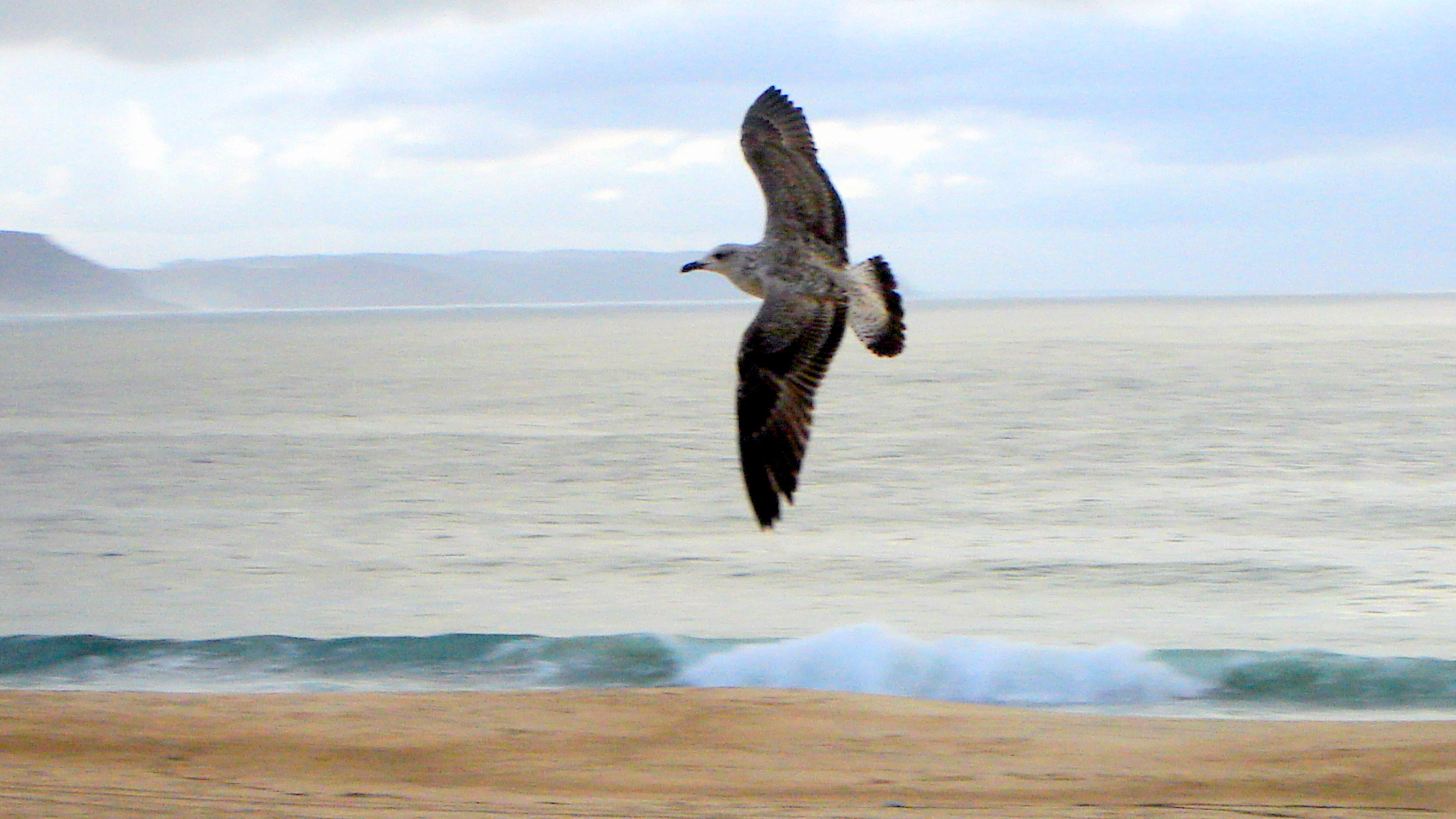
Gaivota comum a planar na Praia de Nazaré, em Portugal

São, regra geral, aves médias, tipicamente cinzentas ou brancas, muitas vezes com marcas pretas na cabeça ou asas. Têm bicos fortes e compridos e patas com membranas.
A maioria das gaivotas, particularmente as espécies de Larus, fazem o ninho no solo e são omnívoras, e comem comida viva ou roubam alimento conforme surja a oportunidade.
Com excepção das gaivotas-tridáctilas, as gaivotas são espécies tipicamente costeiras ou de interior, e raramente se aventuram em mar alto. As espécies de maiores dimensões levam até quatro anos a atingirem a plumagem completa de adulto, mas as espécies menores normalmente apenas dois anos.

## Portugal
A maior concentração de gaivotas encontra-se na região metropolitana do Porto. Com efeito, de acordo com um estudo de 2021 do Censo Nacional da Sociedade Portuguesa para o Estudo das Aves, crê-se que a população de gaivotas na área metropolitana do Grande Porto ronde entre 1186 e 1626. Assere-se nesse estudo que a maioria se encontra instalada na cidade do Porto, sendo certo que Matosinhos e Gaia também manifestam considerável preponderância desta ave.
Subsegue-lhe o distrito de Lisboa e depois deste o de Leiria.
Sendo que, em todo o caso, os distritos de Faro, Setúbal, Viana do Castelo e Coimbra também exibem números consideráveis.

## Géneros
- Larus
- Pagophila
- Rhodostethia
- Xema
- Creagrus
- Rissa
- Leucophaeus
- Ichthyaetus
- Chroicocephalus
- Hydrocoloeus